# Telepathe
Pour l’article ayant un titre homophone, voir télépathie.

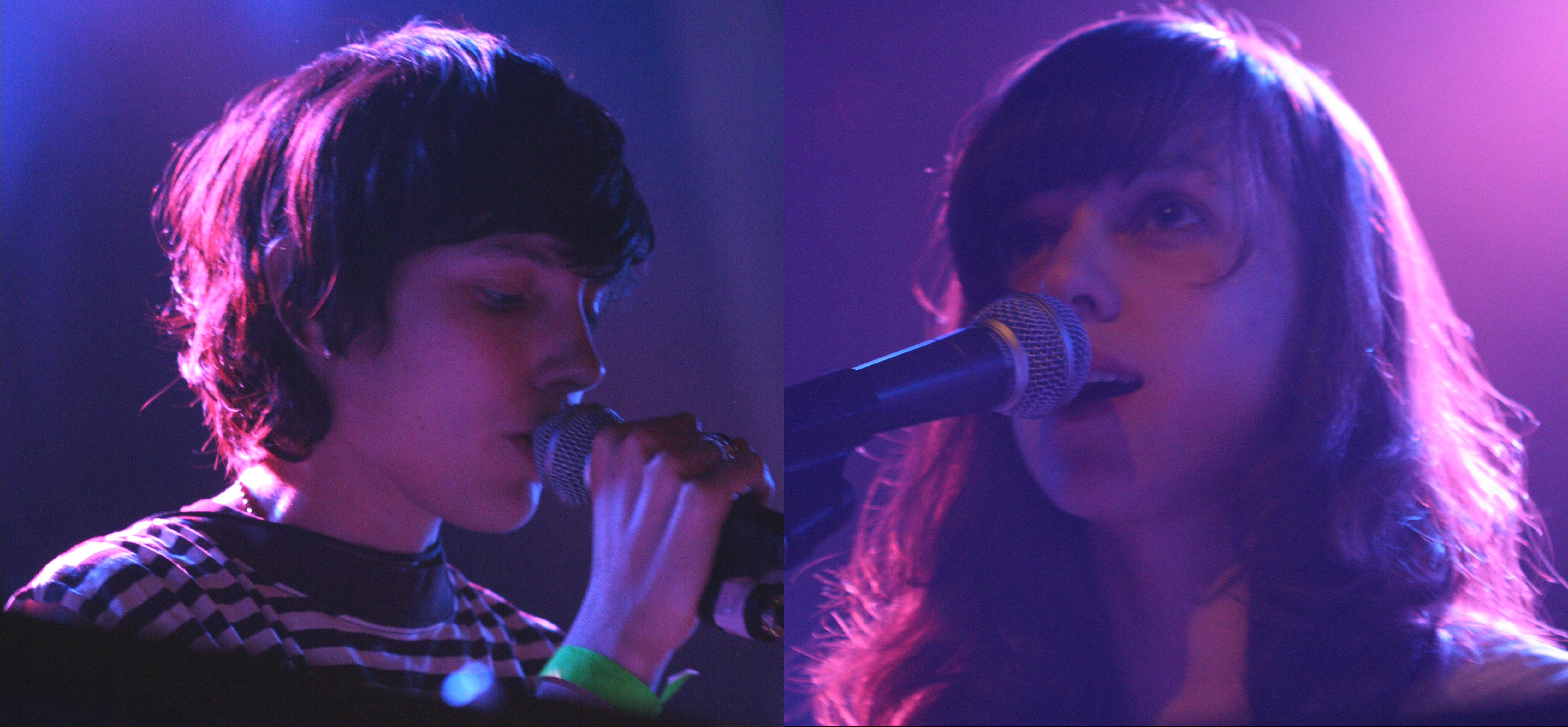
Melissa Livaudais et Busy Gangnes de Telepathe à Metro Chicago en 2009.

Telepathe est un groupe de musique électronique new-yorkais composé de Melissa Livaudais et Busy Gangnes.

## Discographie
- Farewell Forest (EP, 2004)
- Sinister Militia (single, 2007)
- Chrome's On It EP, (EP, 2008)
- Dance Mother (LP, 2009)
- Throw Away / Destroyed (Single, 2011)